# BBC Media Action
BBC Media Action, раніше відома як BBC World Service Trust, є міжнародною благодійною організацією BBC, яка фінансується незалежно за рахунок зовнішніх грантів і добровільних внесків. Метою організації є використання засобів масової інформації та комунікації для зменшення бідності, покращення здоров’я та підтримки людей у розумінні їхніх прав. Вона працює у партнерстві зі Всесвітньою службою BBC та іншими місцевими ЗМІ та партнерами з розвитку у більш ніж 35 країнах, що розвиваються та перехідних країнах світу.

## Історія
Благодійна організація була заснована в 1999 році і виросла на основі попередніх ініціатив BBC, включаючи благодійну організацію під назвою «План розуму Маршалла». Її було створено для заохочення «високих стандартів журналістики» у колишньому Радянському Союзі та Східній Європі у 1990-х роках.
У грудні 2011 року назву було змінено на BBC Media Action.
У 2011 році в Америці виникли суперечки щодо обговорення американським урядом фінансування BBC World Service Trust для боротьби з цензурою в Китаї та цензурою в Ірані за допомогою технології запобігання перешкодам.

## Фінансування
Благодійна організація фінансується за рахунок зовнішніх грантів і добровільних внесків і співпрацює з багатьма ЗМІ, неурядовими, академічними та донорськими організаціями по всьому світу. У листопаді 2011 року Департамент міжнародного розвитку Великої Британії (DFID) оголосив про надання благодійній організації 90 мільйонів фунтів стерлінгів на 5 років.
У 2015/2016 фінансовому році грант DFID становив 14,7 мільйона фунтів стерлінгів, у порівнянні із загальним доходом у 45,3 мільйона фунтів стерлінгів і витратами в 44 мільйони фунтів стерлінгів, при цьому в середньому працювало 832 штатних працівника. Грант DFID закінчувався 31 березня 2017 року.

## Визнання
У 2010 році благодійна організація виграла Tech Award за розробку сервісу мобільного телефону для навчання англійської мови людей у Бангладеші. Той самий проект BBC Janala також отримав нагороду GSMA за освітні технології на Всесвітньому мобільному конгресі в лютому 2011 року і нагороду World Innovation Summit for Education (WISE) у листопаді 2011 року на знак визнання їх інноваційного підходу та позитивного впливу на освіти.
У 2013 році продукт благодійної організації mHealth у Біхарі, Індія – Mobile Academy та Mobile Kunji – отримав мільярдну нагороду в категорії «Жінки та діти» і нагороду Vodafone Mobile for Good Award.